# FTL Games
FTL Games (Faster Than Light) fue la división de desarrollo de videojuegos de Software Heaven Inc. FTL creó varios videojuegos populares en la década de 1980 y principios de la de 1990. A pesar del pequeño tamaño de la empresa, los productos FTL fueron consistentemente número uno en ventas y recibieron el mayor reconocimiento de la crítica y premios de la industria.
FTL fue fundada por Wayne Holder en 1982. Holder inició Software Heaven y FTL como su división de juegos después de fundar Oasis Systems, que se especializaba en software de corrección ortográfica. Contrató a Bruce Webster, con quien se graduó de la escuela secundaria, para dirigir FTL. Después de que Webster dejó FTL en 1984, Doug Bell se unió a FTL y se desempeñó como Director Técnico hasta que FTL dejó de operar en 1996.

## Videojuegos
FTL lanzó varios juegos a lo largo de su historia relativamente corta. La mayoría se convirtió en best sellers y algunos incluso establecieron nuevos estándares para juegos de su género.

### SunDog
Holder y Webster codiseñaron el primer juego de FTL, SunDog: Frozen Legacy, un juego de intercambio espacial. Fue lanzado por primera vez para Apple II en marzo de 1984. Webster hizo la mayor parte de la programación para la versión Apple II, pero renunció a FTL después del lanzamiento de la versión 2.0. Doug Bell, Andy Jaros y Michael Newton mejoraron significativamente los gráficos del juego cuando lo portaron al Atari ST, y lo lanzaron a finales de 1985. SunDog se convirtió en el juego más vendido en el Atari ST durante el primer año del sistema y obtuvo una gran aclamación de la crítica.
La carátula del empaque fue diseñada e ilustrada por David R. Darrow.
Todos los juegos posteriores de FTL contienen al menos una referencia sutil a Sundog.

### Oids
Oids, un juego de arcade, fue uno de los lanzamientos menores de FTL. La versión original de Atari ST fue creada por Dan Hewitt, quien hizo los gráficos y toda la programación. Recibió poca atención con una conversión posterior a Apple Macintosh, pero recibió 5 estrellas en Macworld 1990. Sin embargo, el lanzamiento original de Atari ST recibió críticas entusiastas en el Reino Unido, donde sigue siendo un favorito de culto. Más tarde, después de que FTL cesó sus operaciones, Kirk Baker desarrolló y lanzó una versión actualizada de shareware autorizada de Oids para Macintosh. Sin embargo, fue eclipsado por el lanzamiento del próximo juego de FTL.
Al igual que con SunDog, la carátula del empaque fue diseñada e ilustrada por David R. Darrow.

### Dungeon Master
Dungeon Master es un juego de rol y fantasía, el primero en presentar un juego en tiempo real. El juego incluía una serie de características de interfaz de usuario que hicieron que el juego fuera particularmente agradable, desde un sistema de hechizos que parecía ser "lógico" hasta la forma intuitiva en que el jugador usaba el mouse para manipular directamente elementos en la vista 3D simulada. Fue lanzado en el ST en 1987 y se convirtió en el producto más vendido de todos los tiempos del ST. Finalmente fue portado a más de una docena de plataformas en seis idiomas.
Recibió demasiados premios para enumerarlos aquí, incluido el primer Premio Especial al Logro Artístico de Computer Gaming World cuando se lanzó inicialmente.
Darrow también hizo la portada de este juego.

### Chaos Strikes Back
Una secuela de Dungeon Master, Chaos Strikes Back, fue lanzada en 1989 para la mayoría de las plataformas, pero excluyendo notablemente una versión para PC. Utiliza el mismo motor que Dungeon Master pero presenta nuevas criaturas y gráficos.

### Dungeon Master: Theron's Quest
Dungeon Master: Theron's Quest fue una versión simplificada de Dungeon Master con nuevas mazmorras de 1992 para TurboGrafx-16 y PC Engine.

### Dungeon Master II
Dungeon Master II: The Legend of Skullkeep fue el juego más vendido de la semana cuando se lanzó en Japón en diciembre de 1993. Por alguna razón, pasaron dos años antes de que Interplay Productions lo lanzara en Estados Unidos y Europa en 1995. Si bien el juego había sido esperado ansiosamente por legiones de jugadores de Dungeon Master, en 1995 se consideró demasiado anticuado y se vendió mal. FTL se separó por esta época.

### Dungeon Master Nexus
Dungeon Master Nexus fue lanzado en 1998 para Sega Saturn y solo para el mercado japonés bajo las marcas FTL y Software Heaven. Fue publicado y quizás también desarrollado por Victor Interactive Software Inc ..